# Michał Elwiro Andriolli
Michał Elwiro Andriolli, italianizzato in Elviro Michele Andriolli (Vilnius, 1836 – Nałęczów, 23 agosto 1893), è stato un pittore e disegnatore polacco.

## Biografia
Figlio di uno scultore italiano, dal 1855 al 1858 studiò pittura e scultura a San Pietroburgo e, dal 1861, all'Accademia di Belle Arti a Roma. Nel 1863 partecipò alla rivolta di gennaio e nel 1864 venne arrestato. Evaso dalla prigione, fuggì prima a Londra e poi a Parigi. Tornò in Polonia come esponente del comitato di emigrazione polacco.
Nel 1871 si stabilì a Varsavia e lavorò come illustratore e disegnatore.
Influenzato da Gustave Doré, illustrò opere di Shakespeare, Hugo, Cooper e altri per conto di editori francesi, inglesi e polacchi. Negli ultimi anni fu pittore di temi sacri per le chiese cattoliche di Kaunas e Nowogródek.